# Malé (Inti-Illimani Histórico)
Malé è il quarto album dal vivo del gruppo musicale cileno Inti-Illimani Histórico, pubblicato nel 2018.

## Descrizione
Nel 2018 la compagnia teatrale e di marionette La Mona Ilustre, favorevolmente colpita dal disco degli Inti-Illimani Histórico Travesura, contenente varie canzoni legate all'infanzia, propone al gruppo di costruire assieme uno spettacolo (che nelle locandine verrà definito un concierto teatralizado, in italiano concerto teatralizzato). Nato come spettacolo pensato per i bambini, il progetto si è poi caratterizzato per messaggi pro-diversità e pro-integrazione e si è indirizzato anche verso il pubblico più adulto cercando di coniugare i diversi approcci estetici dei due gruppi di artisti.. 
Lo spettacolo, che si svolgeva all'interno di un grande retablo di Ayacucho, vedeva agire sul palco alcuni attori e delle variopinte marionette giganti mentre il gruppo suonava le canzoni selezionate, realizzando un'esperienza visiva e sonora giocosa e interattiva.
Lo spettacolo verrà intitolato Malè: concierto teatro para personas de todo tamaño (dove Malè è la traduzione in creolo dell'espressione travesura,  buffonata o birichinata, mentre l'espressione personas de todo tamaño, persone di tutte le taglie, insiste sul fatto che lo spettacolo non sia stato pensato per i soli bambini) e sarà rappresentato in varie località cilene durante l'estate 2018. 
Su questo disco troviamo le canzoni che sono state scelte per lo spettacolo. Sono soprattutto brani estratti da Travesura, ma anche alcuni brani classici del repertorio del gruppo.

## Edizioni
Il disco, accreditato in copertina come Inti-Illimani Histórico en vivo teatralizado por La Mona Ilustre, è stato pubblicato dall'etichetta Plaza Independencia in Cile in formato CD (codice PICD510793) e sui principali siti per il download digitale.

## Tracce
1. El mercado Testaccio – 4:21 (musica: Horacio Salinas)
2. Quinteto del tren – 2:28 (Luis Advis)
3. La pajita – 2:24 (testo: Gabriela Mistral – musica: Horacio Salinas)
4. Danza negra – 4:00 (testo: Luis Palés Matos – musica: José Seves)
5. No me cumbén – 3:14 (folklore afro-peruviano)
6. Lineas para un retrato – 5:05 (testo: Aquiles Nazoa – musica: Horacio Salinas)
7. Mi papá y mamá – 3:33 (testo: Aquiles Nazoa – musica: Horacio Salinas)
8. La fiesta de San Benito – 3:42 (tradizionale boliviano)
9. La partida – 3:54 (musica: Víctor Jara)
10. Samba landó – 4:54 (testo: Patricio Manns – musica: Horacio Salinas e José Seves)

Durata totale: 37:35

## Crediti

### Formazione
- Horacio Salinas
- José Seves
- Horacio Durán
- Fernando Julio
- Danilo Donoso
- Hérmes Villalobos
- Camilo Salinas